# خواكين رامون هيريرا
خواكين رامون هيريرا (بالإنجليزية: Joaquín Ramón Herrera)‏ هو كاتب وكاتب للأطفال أمريكي، ولد في 6 مارس 1969 في لوس أنجلوس في الولايات المتحدة.

## وصلات خارجية
- خواكين رامون هيريرا على موقع IMDb (الإنجليزية)